# Mud Lake (Terre-Neuve-et-Labrador)
Pour les articles homonymes, voir Mud Lake.
Mud Lake est une petite communauté non organisée située au centre-est du Labrador, dans la partie continentale de la province de Terre-Neuve-et-Labrador au Canada, à environ 7 kilomètres à l'est de Happy Valley-Goose Bay.
La communauté avait une population de 50 personnes en 2016 contre 54 personnes en 2011.

## Histoire
La date de création de l'établissement de Mud Lake n'est pas connue.
Elle est toutefois antérieure à 1900, une naissance ayant été observée en 1902.
Il s'agit vraisemblablement du premier établissement européen permanent dans la vallée du fleuve Churchill (appelé rivière Hamilton avant 1965) situé 6 km en amont de l'embouchure du fleuve dans la baie Goose (anglais : Goose Bay) à l'extrémité sud du lac Melville, bien avant la création de la base de Goose Bay à partir de 1941. La vallée du fleuve Churchill a été tardivement colonisée, le poste de traite du fond du lac Melville opérant avec l'intérieur du Labrador étant historiquement la localité très bien située de North West River fondée en 1743 à l'époque de la Nouvelle-France et par la suite gérée par la Compagnie de la Baie d'Hudson.

## Géographie

### Situation
La localité de Mud Lake de la rive droite du fleuve Churchill est située à moins de 10 mètres d'altitude, composée d'une trentaine d'habitations clairsemées disposées alternativement sur les deux rives du bras secondaire occidental de l'exutoire du lac Mud (anglais : Mud Lake) sur une longueur d'environ 1,8 km.
La rive gauche du bras secondaire occidental de l'exutoire du lac Mud se situe sur une presqu'île formée par l'exutoire du lac Mud et le large fleuve Churchill situé à moins de 460 mètres à l'est de la boucle de l'exutoire du lac Mud.
Le terrain de la plaine alluviale est très plat et densément boisé, avec de nombreux bras-morts plus ou moins régulièrement en eaux, certains reliant le fleuve Churchill à l'exutoire du lac Mud. Les rives sont composées de bancs de boue et de sable. Le terrain autour des habitations est déboisé et les habitations disposent pour la plupart de pontons permettant l'amarrage des embarcations.
La rive droite du bras secondaire occidental de l'exutoire du lac Mud se situe sur une île fluviale culminant à 12 mètres d'altitude pour une longueur d'environ 1 km (du nord-nord-ouest vers le sud-sud-est) et une largeur de 450 mètres à 750 mètres (de l'ouest-sud-ouest à l'est-nord-est). L'autre côté de l'île fluviale donne sur la rive gauche du bras principal de l'exutoire du lac Mud et compte seulement 4 constructions isolées.
Le lac Mud est alimenté par des ruisseaux, le principal formant un petit delta au sud du lac (53° 18′ 20″ N, 60° 10′ 01″ O). Le lac est sensible aux variations du fleuve Churchill qui a un régime nival particulièrement marqué. Le débit moyen à l'embouchure est de 1 620 m3/s. Les débits mensuels les plus élevés se produisent généralement pendant la fonte des neiges, avec des crues pouvant atteindre de 3 500 m3/s à plus de 4 000 m3/s au mois de mai.
On inclut par extension dans la communauté de Mud Lake la dizaine d'habitations situées sur la rive gauche du fleuve Churchill au bout de Mud Lake Road à environ 6,8 km au nord-est de Happy Valley-Goose Bay (53° 19′ 49″ N, 60° 11′ 23″ O).

### Climat
Malgré la latitude, le climat est subarctique humide, du fait du refroidissement induit par le courant du Labrador conjugué à l'influence de la dépression d'Islande. Les hauteurs de neige sont très importantes. La taïga est le biome dominant du Labrador.

## Voies de communication
La communauté de Mud Lake située sur la rive droite du fleuve Churchill au bord de l'exutoire du lac Mud est isolée et inaccessible par voie terrestre. On y accède généralement en traversant le fleuve Churchill en bateau (en été) ou en motoneige (en hiver).
À la sortie est de Happy Valley-GooseBay, Mud Lake Road suit la rive gauche du fleuve Churchill et aboutit au bout d'environ 6,8 km à la partie de Mud Lake accessible par terre. De cet endroit (53° 18′ 20″ N, 60° 10′ 01″ O) on traverse le fleuve Churchill large de 1,6 km avec la présence de bancs de sable vers l'île Snake (anglais : Snake Island). La remontée de l'exutoire du lac Mud est longue d'environ 1,8 km au plus court. Si la communauté est isolée par voie terrestre, un chemin permet de relier les deux principaux groupements sur la rive gauche (péninsule) avec un pont d'environ 40 mètres de long reliant l'île à la péninsule (53° 18′ 12″ N, 60° 10′ 02″ O).

## Inondations en 2017
En mai 2017, la localité de Mud Lake a été touchée par de graves inondations et ses habitants ont été évacués vers Happy Valley-Goose Bay. De nombreux habitants ont alors prévu une action en justice contre Nalcor Energy, la société derrière le projet du Bas-Churchill en amont de Happy Valley-Goose Bay qui aurait provoqué l'inondation.
En juin 2017, les résidents de Mud Lake ont été relogés dans des baraquements à la Base des Forces canadiennes Goose Bay.
Le gouvernement terre-neuvien chargea en parallèle un spécialiste de la Saskatchewan d'enquêter sur l'inondation survenue à Mud Lake.
En juillet 2019, la Cour suprême de Terre-Neuve-et-Labrador a autorisé des résidents dont les maisons ont été endommagées par l'inondation à Mud Lake en 2017 à entamer un recours collectif contre Nalcor Energy.

## Personnalités
L'écrivaine Elizabeth Goudie (en) est née à Mud Lake en 1902. Son fils Elizabeth Goudie (en), homme politique et ancien animateur à CBC/Radio-Canada, est né à Mud Lake en 1939.